# Los reporteros (TVE)
Los reporteros va ser un programa de televisió d'Espanya emès per La 1 de TVE entre 1974 i 1976.

## Format
Programa de reportatges en el qual diferents periodistes de Televisió espanyola presentaven al públic situacions de conflicte polític, social, econòmic o fins i tot bèl·lic en diferents parts del planeta a mitjan convulsa dècada dels anys 1970.

## Reporters
Sota la direcció de Javier Pérez Pellón, entre els periodistes que van col·laborar al llarg de dos anys en l'espai s'inclouen Manolo Alcalá, Javier Basilio, Miguel de la Quadra-Salcedo, Jesús González Green, Diego Carcedo, Elena Martí, Ángel Marrero, José Antonio Plaza o Federico Volpini.

## Episodis
Entre els fronts coberts pel programa s'inclouen
- Conflicte d'Irlanda del Nord, per J.A. Plaza (25 de juny de 1976).[3]
- Guerra d'independència de Moçambic, per M. de la Quadra (16 de juliol de 1974)
- Guerra del Vietnam, per J. Pérez Pellón (20 d'agost de 1974)[4]
- Guerra d'Angola, per D. Carcedo (20 d'agost de 1974)[5]
- Anni di piombo, per D. Carcedo (12 d'octubre de 1974)[6]
- El derrocament de Haile Selassie, per M. de la Quadra (21 de desembre de 1974)[7]
- Fam a l'Índia, per José Víctor Sueiro (10 de febrer de 1975).
- Procés Revolucionari en Curs, per D. Carcedo (8 de març de 1975).[8]
- Dictadura militar (Xile), per M. Alcalá (15 de març de 1975).[9]
- Apartheid a Sud-àfrica (23 de maig de 1975)
- Independència de Papua Nova Guinea, per D. Carcedo (16 de setembre de 1975)
- Marxa verda, per D. Carcedo (19 de novembre de 1975)[10]